# Isabella Boschetti
Isabella Boschetti (* c. 1502, † nach 1542), genannt la bella Boschetta (die schöne Boschetta) war eine italienische Adlige aus gräflichem Haus und eine Nichte des bedeutenden Diplomaten und Schriftstellers Baldassare Castiglione (* 6. Dezember 1478 in Casatico bei Mantua; † 7. Februar 1529 in Toledo, Spanien), dem Autor des berühmten Leitfadens für den idealen Hofmann „Il Libro del Cortegiano“ (Das Buch vom Hofmann). Sie war die Muse und Geliebte von Federico II. Gonzaga (* 1500, † 1540) des Markgrafen und späteren Herzogs von Mantua, die ihn zum Bau des Palazzo del Te in Mantua inspirierte und ihn – unbeirrt von den wiederholten Versuchen seiner Familie ihn zu verheiraten und unbeirrt von seiner und ihrer eigenen Ehe – ihm bis zu seinem Ende in Liebe verbunden blieb. Durch die gemeinsame (außereheliche) Tochter, Emilia Cauzzi Gonzaga (* 1524, † 1573), hinterließ sie eine in weiblicher Linie bis heute blühende Nachkommenschaft.

## Herkunft

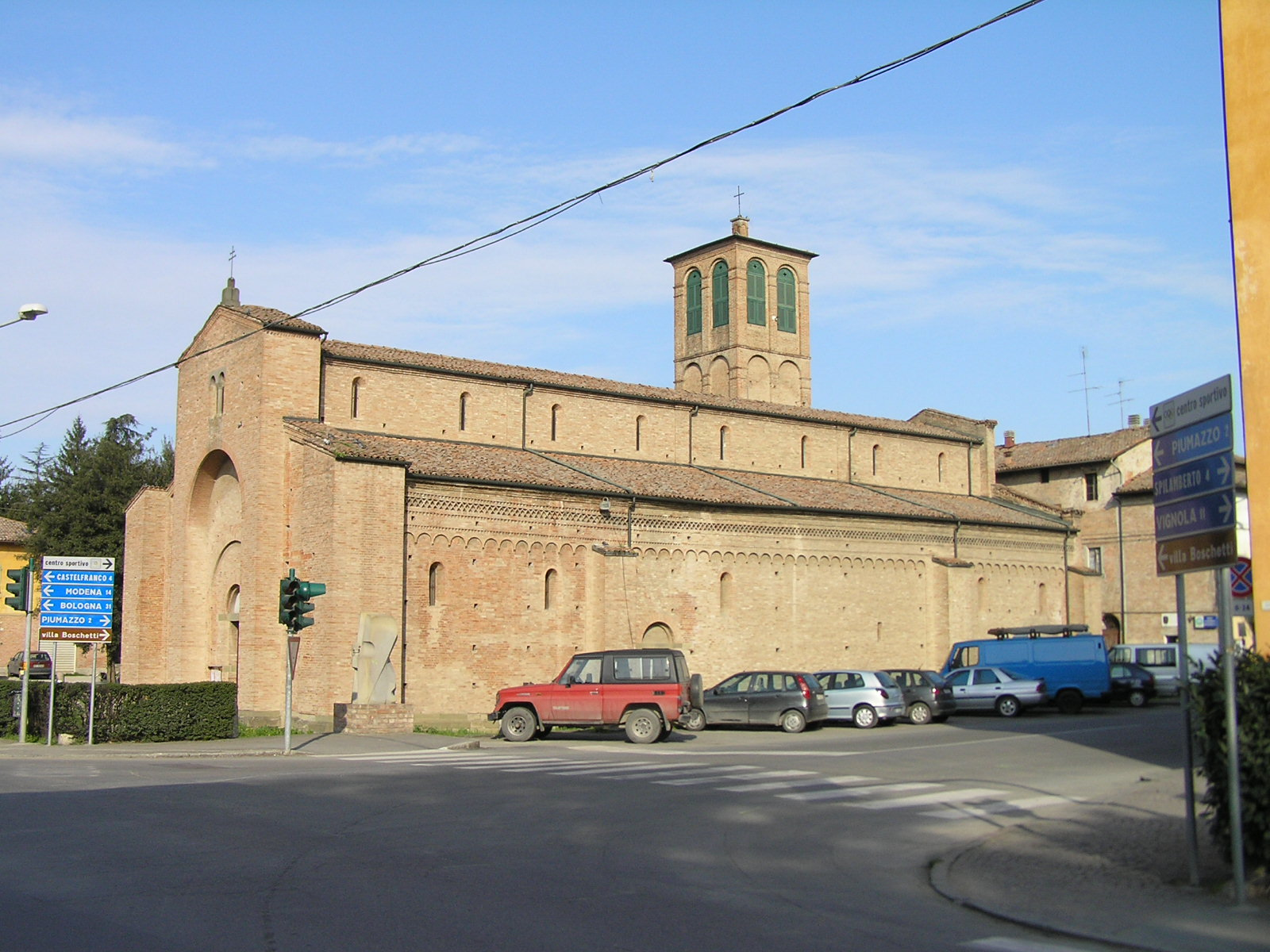
Die romanische Kirche von San Cesario

Isabella Boschetti entstammte dem alten italienischen Adelsgeschlecht der Boschetti, aus dem Alberto II. Boschetti († n. 1428) am 26. März 1404 vom Papst Innozenz VII. (1404–1406) mit der Stadt und Herrschaft San Cesario belehnt wurde, die etwa 12 Kilometer südöstlich von Modena in der Emilia-Romagna am Fluss Panaro liegt. Die Boschetti versuchten jedoch sich gegen allfällige Gewaltakte ihrer übermächtigen Nachbarn, der Markgrafen von Este, die Herren von Modena und Ferrara waren, abzusichern und ließen sich auch von diesen mit San Cesario belehnen. Im Jahre 1446 erhob Leonello d’Este Markgraf von Ferrara (1441–1450) die Herrschaft San Cesario zur Grafschaft, die er seinem verdienten Feldhauptmann, Alberto III. Boschetti und dessen Nachkommen verlieh. Die Familie blieb im Besitz dieser Grafschaft, bis unter Napoleon Bonaparte im Jahre 1796 die feudalen Rechte aufgehoben wurden. Auch heute noch kann man Reste der rechteckigen, ursprünglich von Mauern und Wassergräben umgebenen „Rocca“ (Festung) sehen, in der sich der Palazzo der Boschetti befand in dem Isabella aufwuchs, von dem jedoch nur noch der Torre dell’orologio (Uhrturm) steht.
Isabellas Vater war Giacomo Boschetti (* 1471, † v. 1520 ?), Conte (Graf) und Mitherr von San Cesario sul Panaro in der Provinz Modena, Patrizier von Mantua – ein Urenkel des Grafen Alberto III. Boschetti – der als Hofmann und Feldherr im Dienst der Markgrafen von Mantua stand. Er wurde 1494 zum Ritter geschlagen zeichnete sich am 6. Juli 1495 als Condottiere in der Schlacht bei Fornovo (30 km südöstlich von Parma) aus, in der die Truppen der Heiligen Liga von Venedig unter dem Kommando von Francesco II. Gonzaga gegen die aus Neapel zurückkehrenden Armee des Königs von Frankreich Karl VIII. einen entscheidenden Sieg errangen.

Baldassare Castiglione, Porträt von Raffael

Isabellas Mutter war Polissena Castiglione, eine Tochter des Conte Palatino (Pfalzgrafen) Cristoforo Castiglione (* 1459, † 1499), der Signore (Herr) di Casatico sowie Patrizier von Mantua war und dessen Gemahlin Luigia (Aloisia) Gonzaga (* 1458 in Mantua, † 1542), die aus einer Nebenlinie der Gonzaga, der Linie der Gonzaga di Palazzolo, entstammte und Isabellas Vater am 26. Februar 1498 geheiratet hatte.
Isabella war daher eine Nichte des großen Staatsmannes, Diplomaten und Literaten Baldassare Castiglione, der durch sein Werk “Il Libro del Cortegiano” (Das Buch vom Hofmann) nach dem Vorbild der Diskussionen am Hof der Herzogin von Urbino, Elisabetta Gonzaga, das Idealbild eines vollkommenen Hofmannes entworfen hatte. Dieses Rollenbild des universell gebildeten, vielseitigen, tapferen und eleganten „uomo universale“ (Universalmenschen) wirkte – trotz der Kritik mangelnder Realitätsnähe – jahrhundertelang als Modell einer idealisierten Adelswelt nach.
Isabellas Bruder Francesco Boschetti (* 1501, † ?) wurde 1520 von Papst Leo X. (Giovanni de’ Medici; * 11. Dezember 1475 in Florenz; † 1. Dezember 1521 in Rom) mit der Grafschaft San Cesario belehnt, war Patrizier von Modena, 1517 Generalgouverneur von Urbino, Pesaro, Fano und Senigallia, 1526 Generalgouverneur von Benevent und wurde im selben Jahr von Alfonso I. d’Este (* 1476, † 1534, Herzog von Ferrara, Modena und Reggio nell’Emilia) zum Botschafter bei Papst Clemens VII. (Giulio de’ Medici; * 26. Mai 1478 in Florenz; † 25. September 1534 in Rom) ernannt. Er war mit Susanna Pico, einer außerehelichen Tochter des Galeotto Pico, Reichsgraf von Concordia und kaiserlicher Vikar zu Mirandola verheiratet und hinterließ Nachkommen.

## Leben

### Jugend

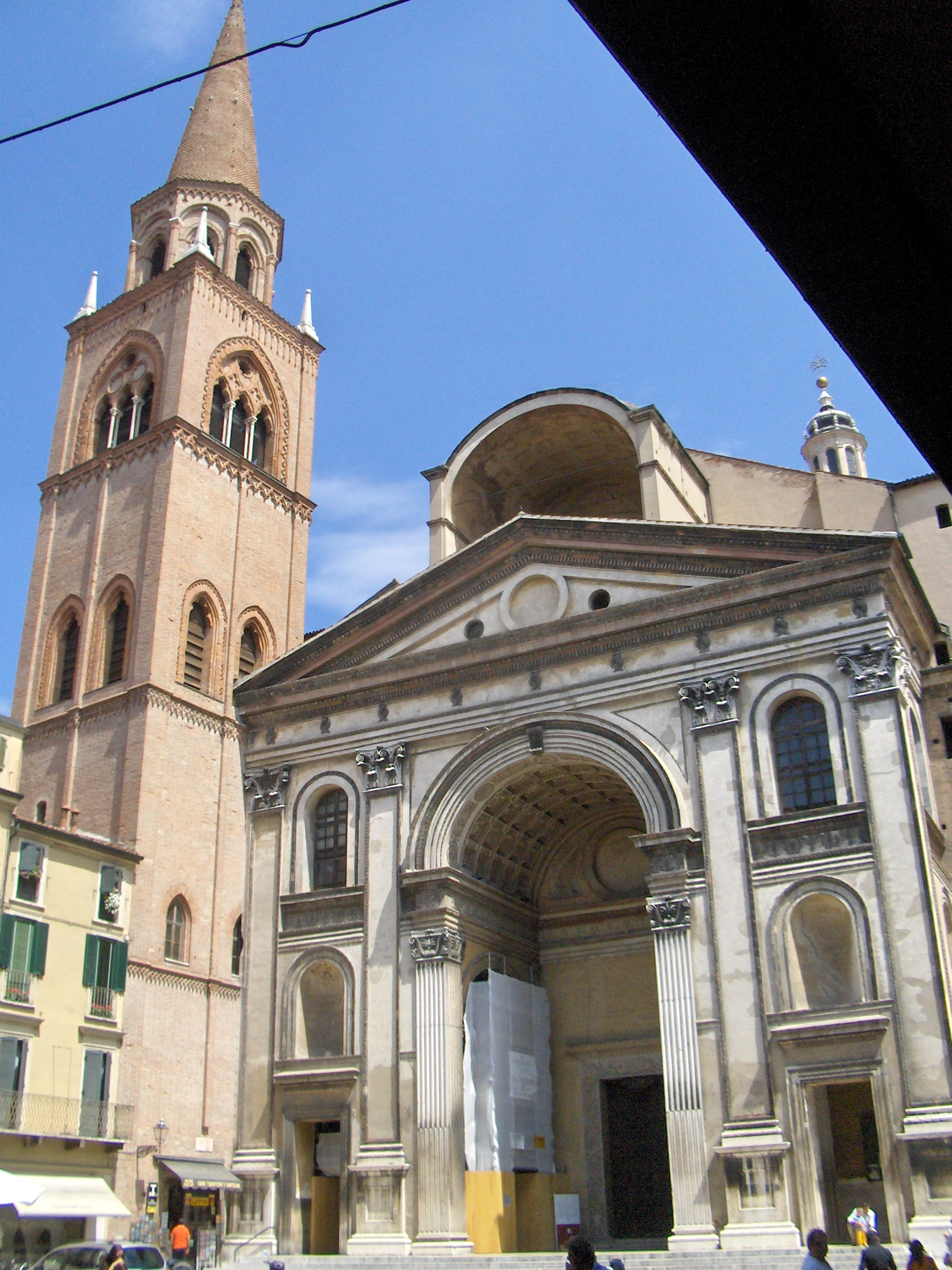
Die Basilika Sant’Andrea in Mantua

Isabella Boschetti war die jüngere Tochter ihrer Eltern, erhielt eine umfassende Erziehung im Sinne des Humanismus und wuchs in der kulturellen Atmosphäre des Hofes der Markgrafen von Mantua auf, in deren Dienst ihr Vater stand. Gerade damals verlor Mantua sein mittelalterliches Aussehen, da dort die Kultur der Renaissance zum Durchbruch kam. Wenige Jahrzehnte vor ihrer Geburt war in Mantua Leon Battista Alberti (* 14. Februar 1404 in Genua; † 25. April 1472 in Rom), tätig, den der bedeutende Schweizer Kulturhistoriker Jacob Burckhardt (* 25. Mai 1818 in Basel; † 8. August 1897 ebenda) in seinem Werk „Die Kultur der Renaissance in Italien“ (1860) als Verkörperung des „uomo universale“ beschreibt. Alberti hatte dort 1460 die Kirche San Sebastiano erbaut und 1470 die erstaunliche Basilika Sant’Andrea nach den Proportionen des Salomonischen Tempelbaues entworfen. Wenig später (1474) hatte Andrea Mantegna (* 1431, † 1506), der bedeutendste Maler der oberitalienischen Frührenaissance in Mantua, im Castello di San Giorgio im Palazzo Ducale, die prachtvollen Fresken in der Camera degli Sposi (Hochzeitszimmer) vollendet. Es waren dies Entwicklungen, die dazu beitrugen, Isabellas Geist zu formen.
Einen wichtigen Einfluss auf die heranwachsende Isabella übte zweifellos auch ihr Onkel Baldassare Castiglione aus, der als Diplomat im Dienst der Markgrafen von Mantua am Hof von Urbino lebte und später in dem der Herzöge von Urbino in Rom als Gesandter tätig war. Sein Buch über den idealen Hofmann: Il Libro del Cortegiano war schon damals berühmt und zählt heute neben Ariosts (* 1474, † 1533) „Orlando Furioso“ und Machiavellis Il Principe (1513) zu den bedeutendsten Leistungen der italienischen Literatur der Renaissance. Von besonderem Interesse für Isabella war dabei, dass ihr Onkel Castiglione nicht nur den „Hofmann“, sondern erstmals auch ausführlich die hohen Ansprüche an die Eleganz, die vielseitige Bildung, an Anmut, Schlagfertigkeit und Kunstsinnigkeit einer vollendeten Hofdame, einer „donna di palazzo“ beschrieb, die Isabella als Vorbild dienen konnte.

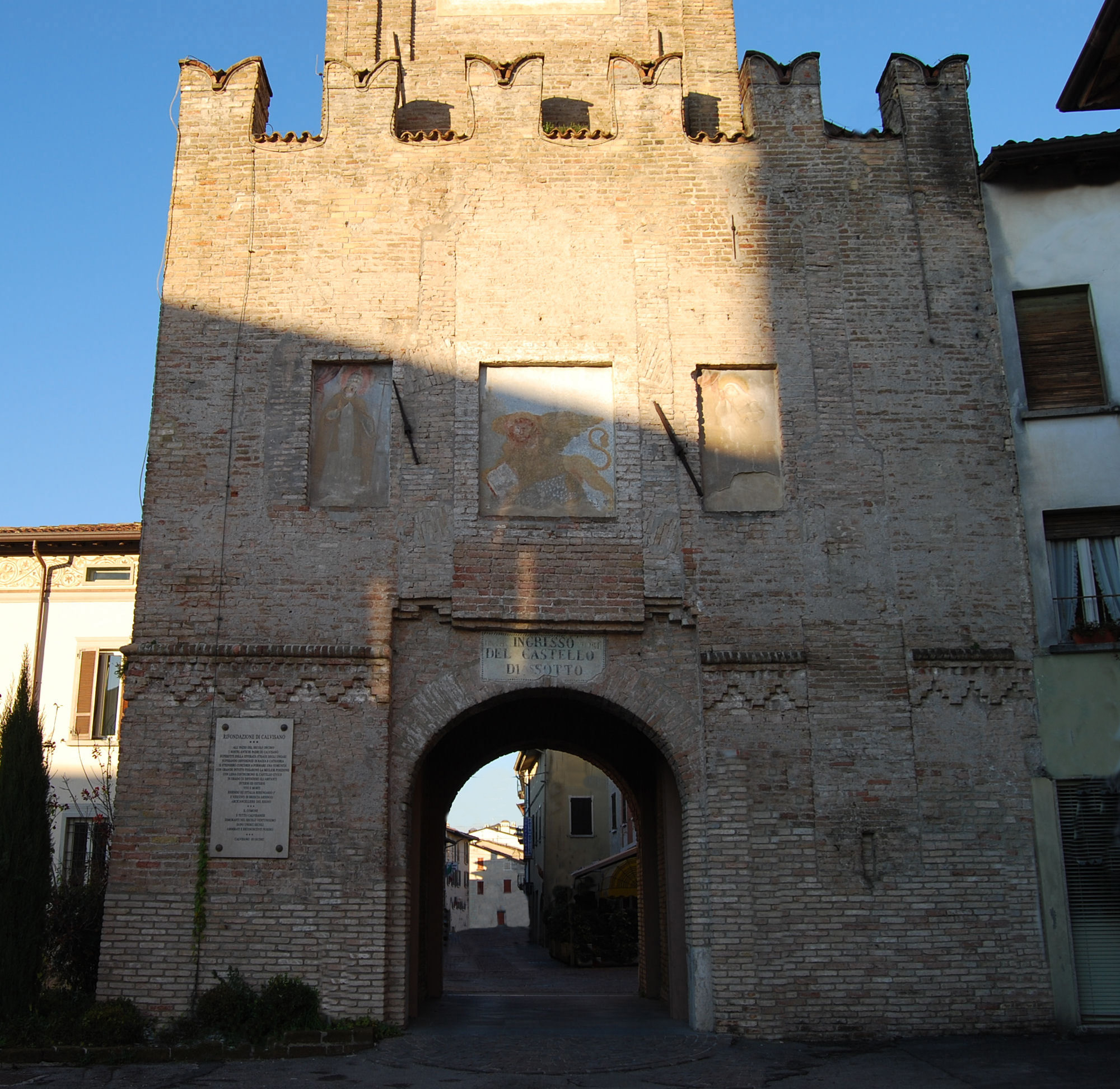
Turm des Kastells von Calvisano

Isabella wurde von ihren Eltern in jungen Jahren mit Francesco Cauzzi Conte (Graf) di Calvisano, einem Hofmann und Feldhauptmann der Markgrafen von Mantua vermählt. Sie lebte daher wohl abwechselnd in Mantua und in Calvisano, das in der Provinz Brescia liegt. Dort kann man noch heute Teile des früheren Kastells sehen, das sie bewohnt hat.

### Beginn der Beziehung zu Federico II. Gonzaga

Porträt des Federico II. Gonzaga von Tizian, um 1525

Ihr Schicksal sollte jedoch nicht von ihrem Ehemann, sondern von einem anderen Mann geprägt werden, nämlich von Federico II. Gonzaga, (* 17. Mai 1500 in Mantua; † 28. Juni 1540 in Marmirolo). Dieser stammte aus der italienischen Dynastie der Gonzaga, die seit dem 14. Jahrhundert in Mantua herrschte, war ein Sohn des Francesco II. Gonzaga, Markgraf von Mantua (1484–1519) und dessen Gemahlin Isabella d’Este (* 18. Mai 1474; † 13. Februar 1539), der geistreichen Salondame, Politikerin, Kunstsammlerin und Mäzenin, die als eine der bedeutendsten Frauen der italienischen Renaissance gilt.
Zwischen Isabellas Familie und den Gonzaga bestanden enge Beziehungen. Ihre Großmutter, Luigia (Aloisia) Gonzaga, stammte selbst aus einer Seitenlinie des Hauses Gonzaga. Isabella gehörte aber damit zur „erweiterten Familie“. Hinzu kam, dass nicht nur ihr Vater, sondern auch ihr Onkel Baldassare Castiglione im Dienst der Markgrafen von Mantua stand. Trotz dieser Zusammenhänge konnte niemand ahnen, dass es zwischen ihr und dem Erben der Markgrafschaft Mantua zu einer engeren Beziehung kommen könnte.
Der Vater von Federico II. hatte große Pläne für seinen Sohn und Erben, denn es galt, die begrenzte Machtbasis der Markgrafschaft durch die Ehe seines Sohnes mit einer bedeutenden Erbin zu vergrößern. Seine Wahl fiel auf die noch kindliche Maria Palaiologos aus dem Haus der Markgrafen von Montferrat (* 1509, † 1530). Diese war die älteste Tochter des Markgrafen Wilhelm XI. von Montferrat (* 1486, † 1518) und der Anne d’Alençon (* 30. Oktober 1492, † 18. Oktober 1562), die eine Tochter des René, Herzog von Alençon aus dem Haus Valois war. Maria Palaiologos galt als eine „glänzende Partie“, da ihre Familie in männlicher Linie von den Kaisern von Byzanz aus dem Haus der Palaiologen abstammte, die Markgrafschaft von den älteren Markgrafen von Montferrat geerbt hatten, die nicht nur zu den ältesten Geschlechtern Italiens zählten, sondern auch eine der führenden Familien der Kreuzzüge waren und mit Konrad von Montferra († 1192) und Balduin von Montferrat († 1186) zwei Könige von Jerusalem gestellt hatten. Noch höher war ihr Stellenwert als Braut jedoch dadurch, dass Maria eine mögliche Erbin der bedeutenden Markgrafschaft Montferrat im Piemont war, da die ihre Familie nur noch wenige männliche Vertreter aufwies.
Der damals siebzehnjährige Federico II. Gonzaga wurde daher mit der achtjährigen Maria Palaiologos verlobt und 1517 wurde ein Ehevertrag abgeschlossen. Der Vollzug der Ehe wurde jedoch – im Hinblick auf das jugendliche Alter der Braut – auf einen späteren Zeitpunkt verschoben.
Federico hatte inzwischen Gelegenheit, seine Erziehung am Hof der jungen ritterlichen Königs von Frankreich, Franz I. (1515–1547) zu verfeinern, der in Federico einen künftigen Verbündeten für seine Expansionspläne in Italien sah. Der unbeschwerte Aufenthalt in Frankreich wurde jedoch plötzlich durch das Ableben seines Vaters, des Markgrafen Francesco II. Gonzaga im Jahre 1519, beendet. Er musste nach Mantua zurückkehren, um dort die Thronfolge als 5. Markgraf von Mantua anzutreten. Angesichts seiner Jugend – gerade erst 19 Jahre alt – regierte er unter der Vormundschaft seiner Mutter Isabella d’Este Gonzaga und seiner Onkel, des Kardinals Sigismondo Gonzaga (* 1469; † 4. Oktober 1525 in Mantua), und des Giovanni Gonzaga (* 1474, † 1525), des Herren von Vescovardo.
Bald nach der Rückkehr Federicos nach Mantua erweckte die siebzehnjährige – für ihre Schönheit und Bildung berühmte – Isabella Boschetti die Aufmerksamkeit des jungen Markgrafen. Es entwickelte sich daraus eine leidenschaftliche Beziehung, Diese war jedoch nicht ganz unproblematisch, da Isabella mit Francesco Cauzzi Conte (Graf) di Calvisano, einem Hofmann und Vasallen der Markgrafen von Mantua verheiratet war. Angesichts der Größe der Leidenschaft – und der ungleichen Machtverhältnisse – ließ sich der Ehemann Isabellas „überzeugen“, auf seine ehelichen Rechte zu verzichten und wurde dafür mit Gütern und mit der Gnade „entschädigt“, dass er dem eigenen Familiennamen den der Herrscher von Mantua hinzufügen durfte und sich daher Cauzzi Gonzaga nennen konnte.
Diese vorerst geheim gehaltene Beziehung blieb jedoch nicht ohne Folgen: Die beiden aus der Beziehung zwischen Isabella und Federico Gonzaga stammenden Kinder wurden daher offiziell als legitime Kinder ihres Ehemannes angesehen und erhielten daher den Familiennamen Cauzzi Gonzaga.

### Die „Ehe“ Federicos mit Maria von Montferrat
Die Unbeschwertheit der Beziehung wurde jedoch zunehmend von der Sorge Isabellas beeinträchtigt, dass sie die Liebe Federicos durch dessen vereinbarte Ehe mit Maria von Montferrat verlieren könnte. Diese Sorge war nicht ganz unberechtigt, denn Nachrichten über diese notorische Liebesbeziehung blieben auch in der Markgrafschaft Montferrat nicht verborgen. Dort war Federicos Braut inzwischen vom Kind zu einer jungen Frau herangewachsen die darauf drängte, ihre neue Rolle als Ehefrau und Markgräfin von Mantua zu übernehmen.
Ein Wunsch, den auch Federicos Mutter Isabella d’Este Gonzaga im dynastischen Interesse einer Stärkung der Machtbasis des Hauses Gonzaga teilte und daher Federico drängte, seine Braut aus Montferrat kommen zu lassen und die Ehe zu vollziehen, um für die Kontinuität der Dynastie zu sorgen. Ganz ähnlich ließ sich die nominelle Schwiegermutter – die seit 1518 verwitwete Markgräfin von Montferrat, Anne d’Alençon – vernehmen, die inzwischen die Regentschaft der Markgrafschaft Montferrat für ihren minderjährigen Sohn Bonifacio IV. übernommen hatte, und nun ihrerseits auf Erfüllung des Ehevertrages drängte.

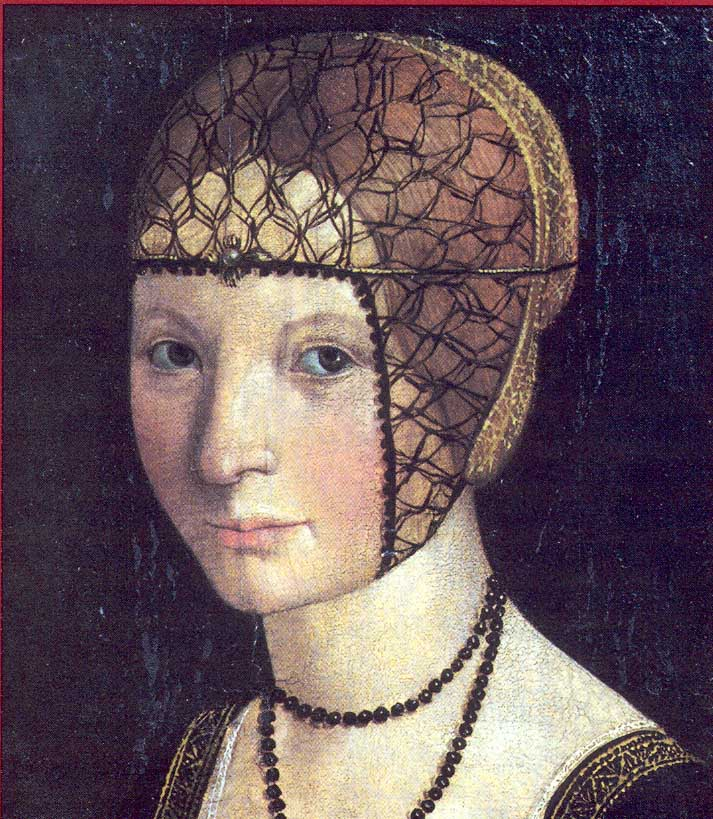
Porträt der Anna von Alençon von Macrino d’Alba

Federico sah hingegen keinen Grund zur Eile, denn er war nicht bereit, seine schöne Geliebte aufzugeben, fand daher ständig neue Ausflüchte, um die Ehe hinauszuschieben. Da briefliche Ermahnungen nicht halfen, begab sich die besorgte Schwiegermutter Anne d´Alencon nach Mantua, um das inzwischen notorische Ehehindernis Isabella Boschetti – die Geliebte ihres Schwiegersohnes – vom Hof zu entfernen um endlich die Ehe ihrer Tochter mit Federico II. zu ermöglichen.
Federico war damit in Bedrängnis. Da er keine andere Möglichkeit sah, diese unerwünschte Ehe zu verhindern, entschloss er sich zu einem gewagten Manöver. Isabella sollte plötzlich dem Anschein nach erkranken, worauf er den Verdacht verbreiten lassen würde, Anne d´Alencon hätte aus Hass versucht, “Isabella Boschetti, die Ehefrau des Grafen von Calvisano” vergiften zu lassen. Das Drama wurde von beiden so glaubwürdig inszeniert, dass Anne d´Alencon – um öffentliche Schmähungen oder Angriffe zu vermeiden – Mantua fluchtartig verließ.
Federico und Isabella waren erleichtert. Federico war glücklich, der Ehe mit einer ungeliebten Frau entkommen zu sein und erklärte den Ehevertrag mit Maria von Montferrat als aufgelöst. Isabella war froh, dass die Gefahr einer Ehe Federicos, die ihre Stellung massiv beeinträchtigt hätte, gebannt war. Sie blieb daher – obwohl sie anderweitig verheiratet war – weiterhin unangefochten die Muse und Geliebte Federicos.
Diese störende Situation änderte sich, als Isabellas Ehemann Francesco Cauzzi Gonzaga 1524 unter nicht ganz geklärten Umständen eines plötzlichen und gewaltsamen Todes verstarb. Da Federico kurz darauf Isabella Boschetti ganz offiziell zu seiner Geliebten erklärte und sie in seinen Hofstaat einführte, entstanden Gerüchte, dass zwischen diesen Ereignissen ein Zusammenhang bestehen könnte.

### Der Palazzo del Te

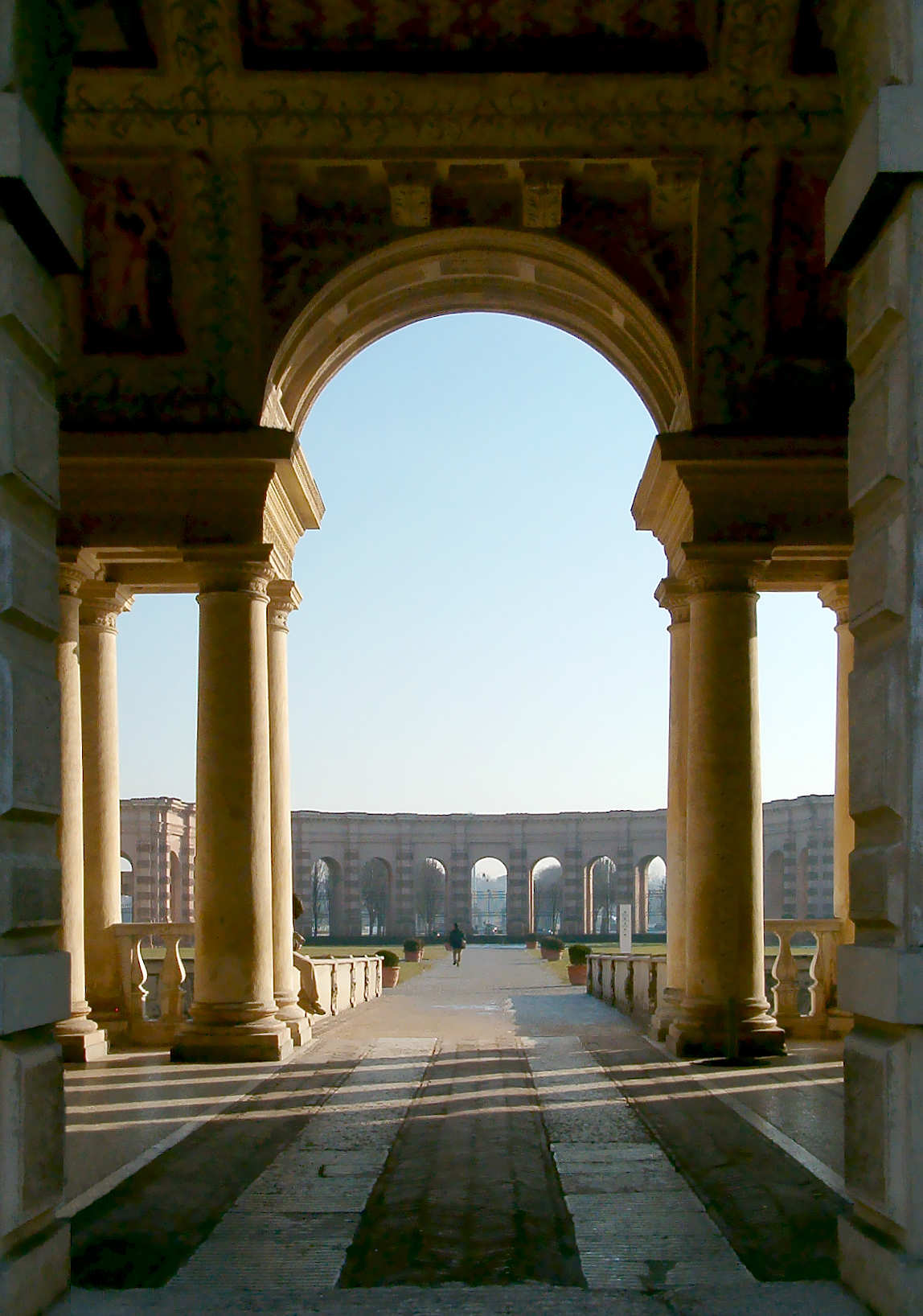
Palazzo Te in Mantoua, Portikus

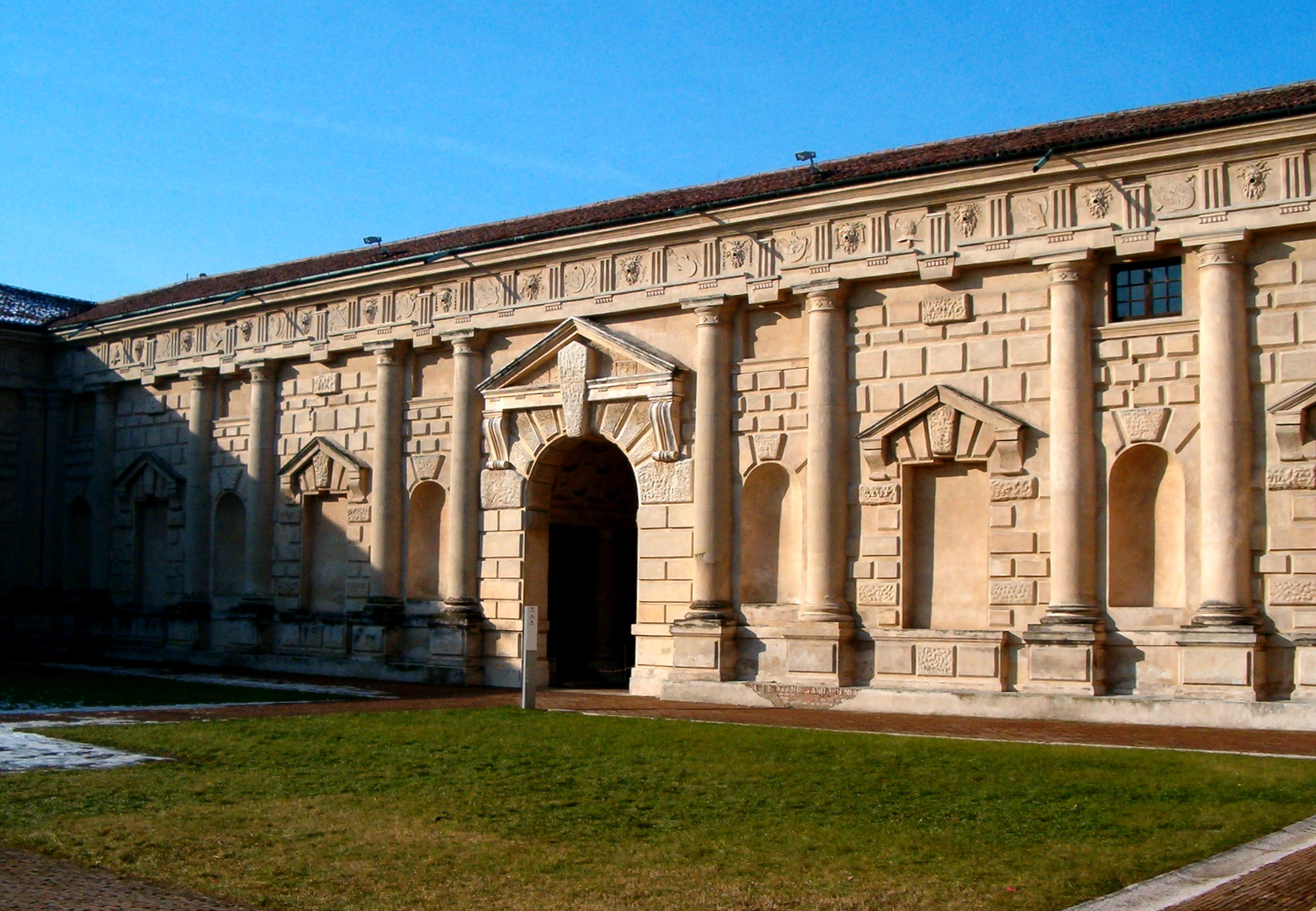
Palazzo Te in Mantua, Innenansicht

Isabella – elegant, kunstsinnig und ambitioniert – fand in Federico einen congenialen Partner, der bestrebt war, Mantua durch die besten Künstler seiner Zeit verschönern zu lassen. Isabella hatte einen guten Anknüpfungspunkt zur zeitgenössischen Kunst, da ihr Onkel Baldassare Castiglione inzwischen Gesandter des Herzogs von Urbino Francesco Maria I. della Rovere (* 1490, † 1538) am päpstlichen Hof in Rom war. Castiglione hatte sich dort einen ausgedehnten Freundeskreis aufgebaut, zu dem auch herausragende Künstler – wie etwa Raffael (* 1483, † 1520) – zählten, der sein Porträt gemalt hatte. Durch Vermittlung Castigliones gelang es, 1524 den künstlerischen Nachfolger Raffaels, den Maler, Architekten und Baumeister Giulio Romano (* 1499 in Rom, † 1546 in Mantua) als Hofkünstler für Mantua zu gewinnen.

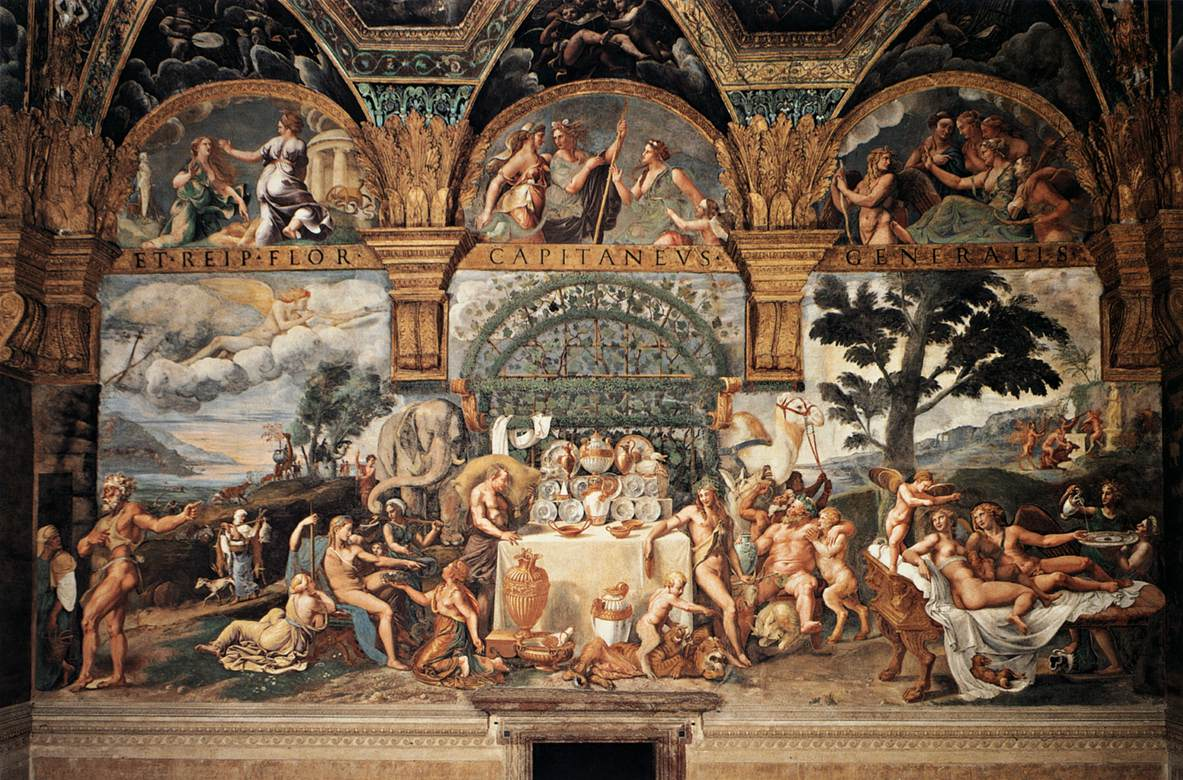
Banquet von Amor and Psyche von Giulio Romano

Da Federico und Isabella ungestört von der klatschsüchtigen Hofgesellschaft und von den missbilligenden Kommentaren der Mutter Federicos ihr Glück genießen wollten, wurde Giulio Romano beauftragt, außerhalb der Stadt, auf einer Insel in einer sumpfigen aber idyllischen Gegend, der Isola del Te, die vorher als Pferdeweide gedient hatte, eine „Villa Suburbana“ – ein Lustschloss – als romantische Bleibe für das Paar zu erbauen, den Palazzo del Te. Das gemeinsam mit Giulio Romano geplante Gebäude sollte dabei, in Abweichung vom Stil der Hochrenaissance, im Geist der Regeln errichtet werden, die der Humanist, Kunsttheoretiker und Architekt Leon Battista Alberti (* 1404, † 1472) in seinem Lehrbuch „De re edificatoria“ dargelegt hatte. Der Bau ist rechteckig, von außen nicht sehr beeindruckend und verrät seine Schönheit erst, wenn man im Inneren steht. Im Palazzo del Te beeindrucken neben der Architektur – er gilt als eines der Hauptwerke des Manierismus – vor allem die gewaltigen Fresken, mit denen Giulio Romano, Benedetto Pagni und Rinaldo Mantovano die Säle, wie die „Sala di Psiche“, die „Sala dei Cavalli“, die „Sala dei Giganti“, oder das „Casino della Grotta“ etc. ausgeschmückt hatten.

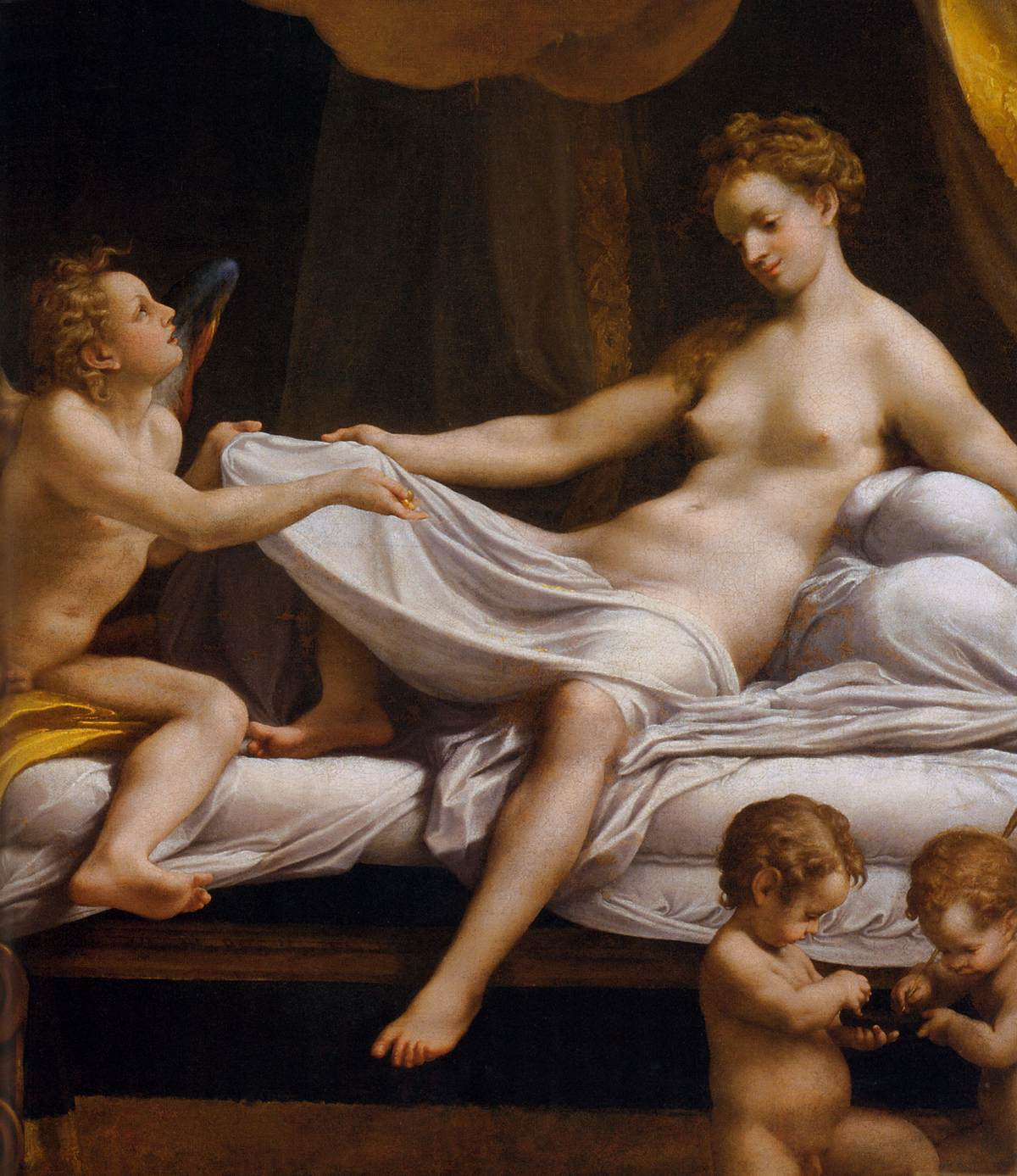
Correggio – Danaë (Detail) – WGA05342

Beherrschendes Thema des Projektes war die Liebe, weshalb Federico Gonzaga den Maler Antonio Allegri, besser bekannt als Antonio da Correggio (1489–1534) damit beauftragte, eine Serie von Gemälden zu malen, die die Liebesbeziehungen des Jupiter zum Thema hatten, wie sie der römische Dichter Ovid in seinem Werk Metamorphosen beschrieben hatte.
Da Isabella Boschetti im Mittelpunkt seiner Verehrung stand, ist es wahrscheinlich, dass Federico in der künstlerischen Ausgestaltung auch Isabellas Schönheit verewigen wollte und daher veranlasste, das einzelne mythologische Figuren der Fresken und der Gemälde, die den Palazzo del Te schmücken, ihre Gestalt und ihre Gesichtszüge erhielten. Da kein authentisches Porträt von Isabella bekannt ist, können diesbezüglich nur Vermutungen angestellt werden. Eine Möglichkeit stellt das wichtigste Fresco von Giulio Romano, das Bankett von Amor und Psyche – dar, wobei Isabella Vorbild für die Gestalt der Psyche gewesen sein könnte.
Ein anderes mögliches Porträt könnte das von Correggio gemalte Bild der Danae sein, das Federico Gonzaga für seinen privaten Bereich, für den Saal, der im Palazzo del Te dem Dichter Ovid gewidmet war, anfertigen ließ.

### Die „Ehe“ Federicos mit Giulia d’Aragona
Für Isabella war diese Zeit der romantischen Idylle doppelt kostbar, da sie um deren Vergänglichkeit wusste. Wie vorauszusehen, gab es nach nicht allzu langer Zeit einen weiteren Versuch, ihren Geliebten Federico standesgemäß zu verheiraten.
Kaiser Karl V. war angesichts seiner Auseinandersetzungen mit König Franz I. von Frankreich wegen der von Isabella d’Este, der Mutter Federicos, geförderten frankophilen Tendenzen seines Vasallen und Generals Federico Gonzaga besorgt. Um ihn fester an seine Seite zu binden, bot ihm der Kaiser die Hand seiner Cousine Giulia d’Aragona (* 1492, † 10. März 1542) an. Sie war eine Tochter von Federico I. d’Aragona König von Neapel (1496–1502) und dessen Gemahlin, Anna Prinzessin von Savoyen (* 1455, † 1480).
Es war dies ein Angebot, das nicht abgelehnt werden konnte, denn es kam von Federicos oberstem Lehensherren und Dienstgeber, betraf dessen Verwandte und noch dazu eine Prinzessin aus königlichen Haus, die im Rang weit über den Markgrafen von Mantua stand.
Trotz dem erheblichen Prestigegewinn, die eine solche Ehe für sein Haus bedeuten würde, war Federico wenig begeistert. Ganz abgesehen davon, dass er kein Interesse daran hatte, seine geliebte Boschetta aufzugeben, schien ihm das Angebot wenig attraktiv: Der Vater dieser Braut war 1502 abgesetzt worden und 1504 als Gefangener in Tours verstorben, die Braut war acht Jahre älter als er selbst – und damit genauso alt wie seine erste vermeintliche SchwiegermutterAnne d’Alencon –, weshalb zu befürchten war, dass sie steril sein könnte und Federico daher ohne Nachkommen bleiben würde.
Die Bedenken Federicos – und mehr noch, die Isabellas – waren zwar verständlich, wurden jedoch vom Kaiser beiseitegewischt. Karl V. war am 24. Februar 1530 von Papst Clemens VII. (Giulio de’ Medici) (1523–1534) in Bologna zum Römischen Kaiser gekrönt worden und nützte die Gelegenheit, seinem Feldherren und Vasallen die Ehre zu erweisen, ihn in Mantua zu besuchen, wo der Kaiser mit großem Gefolge am 25. März im Triumph einzog. Er kam nicht mit leeren Händen, sondern brachte zwei Geschenke mit: die Urkunde über die Erhebung Federicos zum ersten Herzog von Mantua – und den Vertrag über den Abschluss der Ehe zwischen ihm und der kaiserlichen Cousine Giulia d’Aragona.
Federico hatte keine Wahl: Um Herzog zu werden, musste er erst den Vertrag über seine Ehe mit Giulia d’Aragona unterschreiben. Dies tat er – schweren Herzens – am 6. April 1530. Erst zwei Tage wurde die Urkunde über die Erhebung Federicos zum 1. Herzog von Mantua unterschrieben. Dies war zweifellos ein schwarzer Tag für Isabella Boschetti, die nunmehr ernsthaft fürchten musste, ihren Platz an der Seite den neuen Herzogs zu verlieren, da keine Aussicht bestand, dass sich diese königliche Prinzessin ähnlich wie zuvor Maria von Montferrat durch Tricks vertreiben lassen würde.

### Projekt: Neue Ehe Federicos mit Maria von Montferrat
Bald darauf trafen jedoch in Mantua traurige Nachrichten ein, die in Mantua nicht ohne Genugtuung aufgenommen wurden. Der regierende Markgraf Bonifazio V. von Montferrat (1518–1530) – der achtzehnjährige Bruder seiner ersten Braut Maria – war bei einer Wildschweinjagd nach einem Sturz vom Pferd am 17. Oktober 1530 gestorben. Da er kinderlos war, folgte auf diesen dessen Onkel, Giovanni Giorgio Palaiologos (* 1488, † 1533), der früher Abt und Bischof von Casale gewesen war, als Markgraf von Montferrat (1530–1533).
Der Hinweis darauf, dass dies der einzige männliche Spross seines Hauses und dass dessen Gesundheit erheblich angegriffen war, erinnerte Federico plötzlich an zwei Dinge: dass die Markgrafschaft Montferrat ein verlockendes Erbe und dass er seit 1517 vertraglich mit der nunmehrigen nächsten Erbin der Markgrafschaft, Maria von Montferrat, verheiratet war. Im Vergleich zu der ihm vom Kaiser angebotenen ältlichen Braut ohne großes Erbe erschien Federico daher die bisher verschmähte Braut plötzlich als höchst attraktiv. Nun galt es, das zum Greifen nahe Erbe durch Erneuerung der Ehe mit Maria von Montferrat zu sichern.
Isabella Boschetti verfolgte diese neue Entwicklung mit gemischten Gefühlen, da ihr die Interessen ihres Geliebten Federico wichtig waren, sie jedoch fürchten musste, ihn durch diese Ehe zu verlieren.
Die Verhandlungen mit Kaiser Karl V. zur Verwirklichung dieses Projektes waren nicht einfach. Federico musste diesen ersuchen, die von ihm als Braut angebotene Cousine des Kaisers Giulia d’Aragona wieder zurückzunehmen und auf den diesbezüglichen – anlässlich der Erhebung Federicos zum Herzog – feierlich unterschriebenen Ehevertrag zu verzichten. Der Kaiser war wenig erbaut, stimmte allerdings letztlich zu, gegen Zahlung des gewaltigen Betrages von 50.000 Goldscudi auf diesen Vertrag zu verzichten.
Damit war jedoch nur ein Teil des Problems gelöst, denn Federico hatte 1517 einen gültigen Vertrag über die Ehe mit Maria Palaiologos unterschrieben und 1530 einen weiteren Vertrag über die Ehe mit Giulia d’Aragona und lebte zugleich in einer außerehelichen Beziehung mit Isabella Boschetti. Er war daher in den Augen der Kirche nicht nur ein gewöhnlicher Sünder, sondern ein Bigamist. Federico wandte sich daher demütig an den Papst und bat um Aufhebung des zweiten und Bestätigung der Gültigkeit des ersten Ehevertrages.
Papst Clemens VII. entschied schließlich, dass der erste Ehevertrag mit Maria Palaiologos gültig sei.
Die Vorfreude über diese Entscheidung, mit der die Frage im Interesse Federicos geregelt gewesen wäre, erwies sich jedoch als verfrüht. Fünf Tage vor dem Breve des Papstes war nämlich eine andere Nachricht eingetroffen, die alle diesbezüglichen Hoffnungen zunichtemachte: Maria Palaiologina, die ungewollte, dann wieder sehr begehrte Braut Federicos, war verschieden.
Isabella Boschetti nahm diese Nachricht mit gebührendem Respekt und wohl auch mit Erleichterung auf, da hiermit ein weiteres Eheprojekt gescheitert war, das ihre Rolle als Geliebte des Herzogs Federico ernsthaft in Frage gestellt hätte.

### Die Ehe Federicos mit Margherita von Montferrat
In diesem Augenblick, in dem die Hoffnungen Isabellas im Aufschwung waren und die Federicos, seine Macht durch den Erwerb der Markgrafschaft Montferrat zu vergrößern, dahinschwanden, kam Hilfe von unerwarteter Seite. Anne d’Alencon, die von Federico beleidigte, abgelehnte, dann ein zweites Mal als Schwiegermutter akzeptierte verwitwete Markgräfin von Montferrat, verfolgte die internationale politische Entwicklung und musste erkennen, das große Gefahr bestand, dass die Markgrafschaft Montferrat beim Erlöschen des Hauses Palaiologos entweder von Frankreich oder von Savoyen annektiert und damit aus der Geschichte verschwinden würde. Sie wählte daher das kleinere Übel und bot Federico die Hand ihrer jüngeren Tochter, Margherita Palaiologos (* 1510; † 1566), der nunmehrigen Erbin der Markgrafschaft Montferrat an.
Dieses Angebot war für Federico die Rettung letzter Minute, weshalb er dieses sofort annahm, sodass es schon am 16. November 1531 zur Hochzeit mir Margherita Palaiologos von Montferrat kam.
Während dies für Federico ein wichtiger Schritt in Richtung auf die Erfüllung seiner politischen Ambitionen war, bedeutete dies für Isabella Boschetti einen wesentlichen Rückschlag. Nunmehr, nach langem Kampf, musste sie endgültig hinter einer offiziellen Ehefrau und Herzogin von Mantua zurücktreten und Federico mit dieser teilen. Als kluge Frau wusste sie zwischen staatlichen oder dynastischen Pflichten und einer Herzensbeziehung zu unterscheiden. Sie fügte sich daher in ihre neue Rolle, indem sie seine Interessen zu den ihren machte und diesem – jenseits der offiziellen Verpflichtungen – den Halt einer beharrlichen Liebe gab.

### Die „Ehe“ des Giovanni Giorgio Palaiologos
Die Hoffnung auf das sicher erscheinende Erbe wurde jedoch durch eine weitere Hochzeit erschüttert. Was niemand erwartet hatte, geschah: Der neue Markgraf von Montferrat, Giovanni Giorgio Palaiologos (* 1488, † 1533) der Onkel Margheritas, war zwar alt und sehr krank, fühlte sich aber als einziger verbleibender Mann seines Hauses verpflichtet zu heiraten, um ein Aussterben seiner Familie zu verhindern. Die von ihm erwählte Braut war nicht ganz unbekannt, denn sie war die Cousine von Kaiser Karl V., Giulia d’Aragona Prinzessin von Neapel. Es bestand daher die Gefahr, dass Giovanni Giorgio mit der von Federico Gonzaga abgelehnten Braut einen Erben erzeugen könnte, der Federico endgültig vom Erbe der Markgrafschaft Montferrat ausschließen würde.

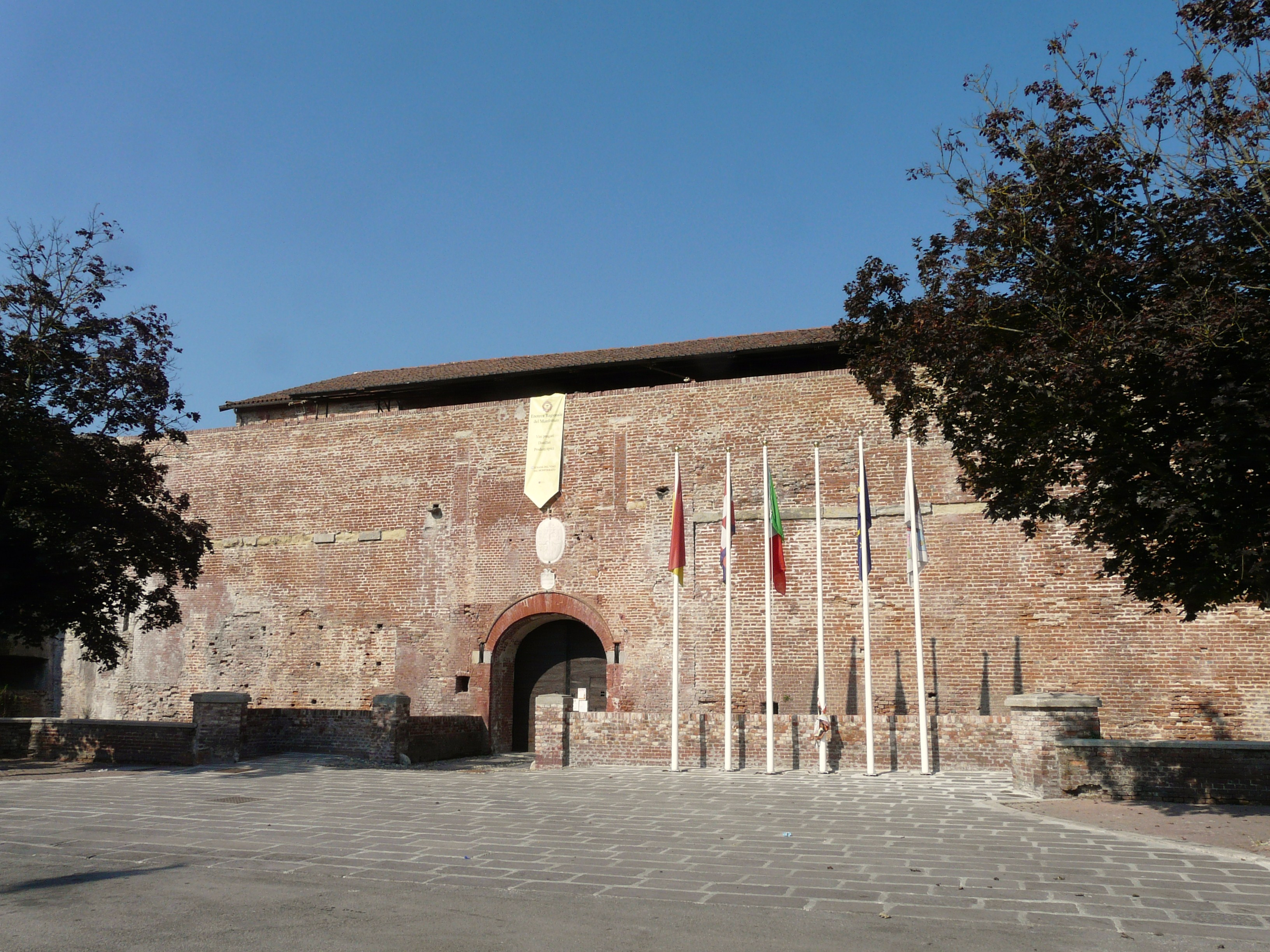
Ingresso del castello dei Paleologi

Die Ungewissheit dauerte rund zwei Jahre, dann entschied das Schicksal. Die feierliche Vermählung von Giovanni Giorgio mit Giulia d’Aragona Prinzessin von Neapel fand nach längeren Vorbereitungen erst am 29. April 1533 in Ferrara statt. Anschließend ritt Markgraf Giovanni Georgio mit seiner Begleitung in seine Residenzstadt Casale voraus, um dort den feierlichen Einzug seiner Gemahlin vorzubereiten. Alles verlief wie geplant. Seine Frau ritt begleitet von ihrer langen Eskorte in die Stadt ein und Giovanni Giorgio ritt ihr entgegen. Plötzlich brach er zusammen, stürzte und verstarb schließlich in den Armen seiner reifen, aber jungfräulichen Frau. Ob aus verständlicher Erregung, Erschöpfung oder Krankheit ist ungeklärt.
Isabella Boschetti wird Federico zweifellos zum Wegfall dieses letzten Hindernisses, das dem Erwerb der Markgrafschaft Montferrat entgegenstand, gratuliert haben. Sie konnte jedoch ebenso wenig wie Federico selbst ahnen, dass dies keineswegs das letzte Hindernis sein sollte.
Nach dem Tod des Letzten Markgrafen von Montferrat im Jahre 1533 kam es zwischen den Herzögen von Mantua und den Herzögen von Savoyen zu einem Streit um die Nachfolge im Besitz der Markgrafschaft. Um militärische Auseinandersetzungen zu vermeiden, ließ Kaiser Karl V. die Markgrafschaft bis zur Klärung des Streites sequestrieren. Erst 1526 übertrug der Kaiser die Markgrafschaft an die einzige überlebende Erbin des Hauses Montferrat – an Margherita Palaiologos, die Ehefrau von Federico II. Gonzaga – und an diesen selbst.

### Späteres Schicksal der Isabella Boschetti
Isabella hatte nun vier verschiedene Eheprojekten an der Seite von Federico Gonzaga miterlebt, in denen es jeweils darum ging Federico standesgemäß zu verheiraten und ihn damit von ihr abzuwenden. Sie war dabei unverändert zu ihm gestanden, denn sie kannte nur zu gut die Pflichten Federicos als Herrscher und Stammhalter der Dynastie und wusste, dass der Moment kommen würde, wo Federico seiner Pflicht – einer standesgemäßen Ehe – entsprechen würde und sie zurückzutreten hatte. Dieser Moment kam, war mit der Vermählung Federicos mit Margherita von Montferrat gekommen. Isabella zog sich aus dem Hofleben zurück, aber es war Federico, der nicht von ihr loskam – trotz seiner Ehe und den daraus geborenen Kindern. Sie blieb im Innenverhältnis die wichtigste Frau im Leben Federicos und blieb mit ihm bis an sein Lebensende als Seelenfreundin verbunden, sie teilte mit ihm seine Neigungen wie das Sammeln alter und erlesener Kunst, teilte seine Sorgen und widmete sich der Erziehung der beiden gemeinsamen Kinder.
Die große Wende im Leben der Isabella Boschetti kam erst mit dem Tod von Herzog Federico II. am 28. Juni 1540. Auf Federico folgte sein ältester Sohn Francesco III. Gonzaga (* 1533, † 1550), als zweiter Herzog von Mantua und Markgraf von Montferrat unter der Regentschaft seiner Mutter Margherita Palaiolos und seines Onkels, des Kardinals Ercole Gonzaga (* 1505, † 1563).
Isabella zog sich ganz in ihr Privatleben zurück und heiratete im Jahre 1542 in zweiter Ehe den Grafen Filippo Tornielli. Sie verschwand in der Folge aus den zeitgenössischen Chroniken, sodass der Zeitpunkt ihres Todes nicht feststeht. Sowohl die Ehefrau Federicos – Margherita von Montferrat († 28. Dezember 1566) – als auch deren Mutter Anne d’Alençon († 18. Oktober 1562) überlebten Isabella Boschetti, beide dürften sie jedoch um ihre Fähigkeit beneidet haben, sich trotz aller Wechselfälle jahrzehntelang die Liebe von Federico Gonzaga zu bewahren. An sie erinnert der – inzwischen von seinen Möbeln und Bildern beraubte – Palazzo del Te, als Ort ihrer Idylle, sowie vielleicht Fresken Giulio Romano oder das Bild der Danae des Correggio.

## Ehen und Nachkommen
Isabella Boschetti heiratete in erster Ehe Francesco Cauzzi Gonzaga, Conte di Calvisano († n. 1524), sie war ab 1519 die Geliebte von Frederico II. Gonzaga (* 17. Mai 1500 in Mantua; † 28. Juni 1540 in Marmirolo), ab 1519 Markgraf, dann 1. Herzog von Mantua (1530–1540) und heiratete in zweiter Ehe 1542 den Grafen Filippo Tornielli.
Nachkommen:
Aus der Beziehung mit Federico II. Gonzaga, hatte Isabella Boschetti einen Sohn und eine Tochter:
- Alessandro Cauzzi Gonzaga (* 1520, † 1580). Dieser war Staatsrat des Herzogs von Mantua – seines Neffen – und stand in Kriegsdiensten des Hauses Österreich in Flandern.
- Emilia Cauzzi Gonzaga (* 1524, † 1573) war mit dem Condottiere Carlo Gonzaga verheiratet. Er war seit 1530 der 1. Marchese (Markgraf) von Gazzuolo, Conte (Graf) von San Martino, Herr von Dosolo u. Commessaggio (alle in der Provinz Mantua in der Lombardei) (* 1523, † 1555) und war ein Sohn des Pirro Gonzaga († 1529) und der Camilla Bentivoglio († 1529).[8] Emilia Cauzzi Gonzaga hatte zahlreiche Kinder, durch die sich die Nachkommenschaft der Isabella Boschetti – und damit auch die Verwandtschaft zu Baldassare Castiglione – auf zahlreiche Familien verbreitete:
  - Pirro II. Gonzaga (* 1540, † 1592), seit 1591 Principe di Bozzolo, Conte di San Martino, ⚭ Francesca Guerrieri, eine Tochter des Conte Tullio Guerrieri
  - Scipione Gonzaga (* 1542, † 11. Jänner 1593) seit 18. Dezember 1587 Kardinal, Patriarch von Jerusalem,
  - Annibale Francesco Gonzaga (* 31. Juli 1546, † 11. März 1620), Bischof von Mantua (1593–1620), Bischof von Cefalù (1587–1593), Franziskaner (OFM)
  - Alfonso Gonzaga (* 1549, † 1569), Kondottiere
  - Ferrante Gonzaga (* 1550, † 1605), Marchese di Gazzuolo, ⚭ Isabella Gonzaga di Novellara (* 1576, † 1630), Tochter von Alfonso Gonzaga Conte di Novellara
  - Giulio Cesare Gonzaga (* 1552, † 23. Juni 1609), seit 1591 Principe (Fürst) di Bozzolo, Signore di Pomponesco, ⚭ Flaminia Colonna († 9. April 1633)
  - Camilla Gonzaga, ⚭ Sforza d’Appiano d´Aragona
  - Polissena Gonzaga, ⚭ Francesco Rossi, Marchese di San Secondo
  - Laura Gonzaga, Benediktinerin als Suor Emilia im Kloster San Giovanni delle Carrette in Mantua
  - Giulio Cesare, † als Kind.